# Die Heiterethei und ihr Widerspiel
Die Heiterethei und ihr Widerspiel, Aus dem Regen in die Traufe, im Jahr 1857 veröffentlicht, ist neben dem Roman Zwischen Himmel und Erde von 1856 wohl das gelungenste Werk von Otto Ludwig.

## Inhalt
Die Heiterethei zeigt eine emanzipierte alleinerziehende Tagelöhnerin, die sich gegen die weiblichen Honoratioren der Stadt Luckenbach stellt, die ihr einzureden versuchen, der Schreinermeister „Holder's Fritz“ plane sie zu ermorden, und sie damit zwingen wollen, ihre offensiv vertretene Selbständigkeit aufzugeben.
Am schärfsten wird die Sozialkritik in den Passagen, wo diese Honoratioren in die Hütte der Heiterethei einfallen und der Tagelöhnerin vorführen, dass sie sich Müßiggang leisten können, weil sie durch ihre Ehemänner, die sie abwechselnd verächtlich machen und in den Himmel heben, wirtschaftlich abgesichert sind.
Als die Heiterethei bei einem nächtlichen Arbeitsgang unvermutet auf den Schreinermeister stößt und ihn, jetzt doch verunsichert, präventiv mit ihrem Schubkarren in einen Bach stößt, streiten die Frauen ab, sie jemals vor ihm gewarnt zu haben. Da sie diese Sprachregelung nicht mitzumachen bereit ist, wird sie von ihnen boykottiert und binnen kurzem wirtschaftlich ruiniert. 
Im Sinne seines Programmes des poetischen Realismus kontrastiert Otto Ludwig diese sozialkritische und in der Zeichnung der Stadthonoratioren fast durchweg satirische Darstellung allerdings durch eine idyllisierende Darstellung der Arbeit der Tagelöhnerin, von der am Anfang festgestellt wird, es gebe „kein braver Mädle im ganzen Städle“, und durch eine Erziehung vom Ideal weiblicher Selbständigkeit zur traditionellen Frauenrolle. Diese Aufgabe kommt – naheliegenderweise – ihrem zukünftigen Mann, dem Schreinermeister, zu. Dass der innere Widerspruch allzu deutlich wird, vermeidet Ludwig dadurch, dass er der Heiterethei die Rolle zuordnet, den Schreinermeister, der in sie verliebt ist, vorher durch scharfe Kritik von seinem ungezügelten Junggesellenleben zu bürgerlicher Leistungsorientierung geleitet zu haben. 
Die Anpassung der Heldin an die herrschende bürgerliche Moral erscheint zwar psychologisch nicht stimmig, da ihr Rollenkonflikt als Zeichen von Unreife umgedeutet wird; dennoch ist es Ludwig gelungen, Sympathie für die Außenseiterin zu gewinnen, auch wenn er vor einer radikalen Kritik an der engen bürgerlichen Moral zurückscheut. Bezeichnend dafür ist auch, dass die Heiterethei nicht ein eigenes Kind aufzieht, sondern das ihrer Schwester, von deren Unmoral sie sich aufs äußerste distanziert. 
So konnte eine vielgelesene Literaturgeschichte Anfang des 20. Jahrhunderts diese Erzählung als „Meister- und Musterwerk einer Dorfgeschichte“ (Alfred Biese) bezeichnen, deren Personen freilich zu Recht vom selben Autor dem kleinbürgerlichen Milieu zugerechnet werden. Bei Paul Fechter wird die Erzählung abschließend so charakterisiert: „Die Geschichte ist die Zähmung einer thüringischen Widerspenstigen; das Mädchen ist hüsch und sauber gezeichnet – es fehlt die Vitalität, die ihr Leben geben müßte.“ Die Formel von der Zähmung der Widerspenstigen findet sich wiederholt in späteren Literaturgeschichten. Die versteckte Tragik der Frau, der ihre Geschlechtsgenossinnen und auch der spätere Partner kein eigenständiges Leben gönnen wollen, symbolisiert in Zusammenbruch und Art des Wiederaufbaus ihres Häuschens wird damit ebenso übergangen wie das Motiv von der Frau, die um sich selbst vor Angriffen zu schützen, ihren Geliebten tötet. (Der Leser bleibt eine Zeit lang im Glauben gelassen, dass der Schreinermeister, der nach dem Sturz ins Wasser die Besinnung verliert, dies nicht überleben wird.) 
In der Hauptgestalt der zweiten Erzählung des Bandes, Aus dem Regen in die Traufe, dem schwachen Schneider, „der durchaus stark sein oder wenigstens scheinen wollte“, sieht Paul Fechter ein halb unbewusstes Selbstbekenntnis Ludwigs. Der Schneider Hannes Bügel, eine Figur aus der vorangegangenen Erzählung „Heiterethei“, flieht vor seiner starken Mutter in die Arme einer gewalttätigen und habgierigen Frau. Nur das Eingreifen seines Gesellen rettet ihn vor dieser Ehe (der „Traufe“), so dass er seine fröhliche Kusine Sannel heiraten kann. Die Hauptfiguren sind hier klischeehafter geraten, die psychologische Beschreibung weniger intensiv.